# I Ain't Superstitious
I Ain't Superstitious est une chanson écrite par le bluesman Willie Dixon et enregistrée la première fois par Howlin' Wolf en 1961. Elle traite de diverses superstitions, notamment celle du chat noir traversant le chemin. La chanson a été enregistrée par de nombreux artistes, notamment Jeff Beck dont l'adaptation blues rock de 1968 fait partie de la liste des « 100 Greatest Guitar Songs of All Time » établie par le magazine Rolling Stone.

## Chanson originelle
I Ain't Superstitious est un blues stop-time de tempo moyen qui ne suit pas la progression typique des accords. Le musicien et écrivain Bill Janovitz (en) la décrit comme « pas uniquement une version électrique du blues pratiqué dans le Delta ; c'est quelque chose de complètement nouveau, un cousin de Chicago plus agressif et sophistiqué qui embrasse les formes du jazz contemporain, du R&B et de la pop ».
Howlin' Wolf l'enregistre à Chicago en décembre 1961, avec le pianiste Henry Gray (en), les guitaristes Hubert Sumlin et Jimmy Rogers, le batteur Sam Lay (en) et Willie Dixon à la contrebasse. I Ain't Superstitious est incluse dans de nombreuses compilations de Howlin' Wolf notamment celle de 1969, Evil, chez Chess.

## Version de Jeff Beck
Jeff Beck enregistre I Ain't Superstitious pour son premier album Truth sorti en 1968 avec Rod Stewart au chant. Décrite comme « un classique bien connu de la radio rock », sa version est « un enregistrement inventif et inspiré qui réussit un nouvel arrangement dans lequel est injecté encore plus de puissance ». La caractéristique principale est la partie de guitare de Beck : « À chaque break, la tonalité liquide de la wah-wah de Beck fait sonner son instrument comme s'il parlait ».
Sa version est classée 86e dans la liste des « 100 Greatest Guitar Songs of All Time » établie par Rolling Stone.

## Distinction
En 2017, la version originelle de Howlin' Wolf a été introduite au Blues Hall of Fame en tant que « Classique des enregistrements blues ». Le discours d'introduction évoque « une composition inquiétante de Willie Dixon » et souligne la popularité de la version de Jeff Beck auprès du public rock.